# Associazione Sportiva Biellese 1951-1952
Questa voce raccoglie le informazioni riguardanti l'Associazione Sportiva Biellese nelle competizioni ufficiali della stagione 1951-1952.

## Rosa
| N. |                   | Ruolo | Calciatore           |
| -- | ----------------- | ----- | -------------------- |
|    | Italia (bandiera) | D     | Renzo Baradel        |
|    | Italia (bandiera) | C     | Cesare Benedetti     |
|    | Italia (bandiera) | C     | G. Benedetto         |
|    | Italia (bandiera) | D     | D. Braghieri         |
|    | Italia (bandiera) | P     | Luigi Comoglio II    |
|    | Italia (bandiera) | A     | Pietro Dalio II      |
|    | Italia (bandiera) | A     | Gianfranco Donatelli |
|    | Italia (bandiera) | C     | Oscar Ferrari        |

| N. |                   | Ruolo | Calciatore         |
| -- | ----------------- | ----- | ------------------ |
|    | Italia (bandiera) | C     | Stefano Francescon |
|    | Italia (bandiera) | A     | Gianni Gariazzo    |
|    | Italia (bandiera) | P     | Vaifro Leni        |
|    | Italia (bandiera) | D     | Angelo Oliaro      |
|    | Italia (bandiera) | A     | Carlo Piccioni     |
|    | Italia (bandiera) | A     | Franco Rosa        |
|    | Italia (bandiera) | C     | O. Zetti           |
|    | Italia (bandiera) | C     | Mario Boccalatte   |
|    | Italia (bandiera) |       | Lino Signorini     |